# 六鳃魟
六鳃魟（学名：Hexatrygon bickelli），即比氏六鰓魟、短吻六鰓魟，为软骨鱼纲燕魟目六鳃魟科六鰓魟屬的其中一种。在中国，分布于南海等海域。该物种体长可达143公分。